# Bertrand-modellen
Bertrand-modellen är en nationalekonomisk modell som beskriver aktörer som konkurrerar genom pris. Den är namngiven efter Joseph Bertrand.
Modellen utgår från följande antaganden:
- Det finns minst två aktörer som producerar homogena varor.
- Aktörerna samarbetar inte.
- Aktörerna konkurrerar genom pris, vilket sätts samtidigt.
- Konsumenterna köper från aktören med lägst pris. Om priset är lika väljs en av dem slumpmässigt.

Denna konkurrensmodell beskriver interaktioner mellan företag (säljare) som sätter priser och deras kunder (köpare) som väljer kvantiteter till de fastställda priserna. Modellen formulerades 1883 av Bertrand i en recension av Antoine Augustin Cournots bok Recherches sur les Principes Mathématiques de la Théorie des Richesses (1838) där Cournot hade lagt fram Cournot-modellen. Cournot hävdade att när företag väljer kvantiteter, innebär jämviktsutfallet att företag prissätter över marginalkostnaden och därmed det konkurrenskraftiga priset. I sin granskning hävdade Bertrand att om företag valde priser snarare än kvantiteter, så skulle det konkurrensutsatta resultatet inträffa med pris lika med marginalkostnad. Modellen formaliserades inte av Bertrand: idén utvecklades dock till en matematisk modell av Francis Ysidro Edgeworth 1889.

## Kritisk analys av Bertrand-modellen
Bertrand-modellen vilar på några mycket extrema antaganden. Det förutsätter till exempel att konsumenterna vill köpa från det lägsta prissatta företaget. Det finns olika anledningar till att detta kanske inte håller på många marknader: icke-priskonkurrens och produktdifferentiering, transport- och sökkostnader. Skulle någon till exempel resa dubbelt så långt för att spara 1 % på priset på sina grönsaker? Bertrand-modellen kan utökas till att omfatta produkt- eller platsdifferentiering men då håller inte längre huvudresultatet – att priset drivs ner till marginalkostnaden. Med sökkostnader kan det finnas andra jämvikter förutom det konkurrenskraftiga priset – monopolpriset eller till och med prisspridningen kan vara jämvikt som i den klassiska "Fynd och rivningar"-modellen.
Modellen ignorerar också kapacitetsbegränsningar. Om ett enskilt företag inte har kapacitet att försörja hela marknaden kan det hända att resultatet "pris är lika med marginalkostnad" inte håller. Analysen av detta fall startades av Francis Ysidro Edgeworth och har blivit känd som Bertrand-Edgeworth-modellen. Med kapacitetsbegränsningar kanske det inte existerar någon ren strategi Nash-jämvikt, den så kallade Edgeworth-paradoxen. Men i allmänhet kommer det att finnas en Nash-jämvikt med blandad strategi som visas av Huw Dixon.
Det finns ett stort incitament att samarbeta i Bertrand-modellen: att samarbeta för att ta ut monopolpriset och dela marknaden var och en är det bästa som företagen skulle kunna göra i denna uppsättning. Men att inte samarbeta och ta ut marginalkostnaden är det icke-samarbetsvilliga resultatet och den enda Nash-jämvikten i denna modell. Om vi går från ett engångsspel till ett upprepat spel, kanske samverkan kan bestå under en tid eller uppstå.